# Deparia acrostichoides
Deparia acrostichoides är en majbräkenväxtart som först beskrevs av Olof Peter Swartz, och fick sitt nu gällande namn av Masahiro Kato. Deparia acrostichoides ingår i släktet Deparia och familjen Athyriaceae. Inga underarter finns listade.